# Легендите на утрешния ден
„Легендите на утрешния ден“ (на английски: Legends of Tomorrow) е американски телевизионен сериал, разработен от Грег Берланти, Марк Гугенхайм и Андрю Крайсбърг.
Базиран е на герои от ДиСи Комикс. Премиерата на първия сезон е на 21 януари 2016 година и се излъчва по канала CW.
Сериалът е разклонение на сериалите „Стрелата“ и „Светкавицата“ и съществува в същата измислена вселена с тях, „Лисицата“, „Константин“, „Супергърл“, „Борците за свобода: Лъчът“, „Батуоман“, „Черната мълния“ и „Супермен и Лоис“.
На 29 април 2022 година, сериалът е спрян след 7 сезона.

## Резюме
Господарят на времето Рип Хънтър, пристига от бъдещето в днешните дни, за да събере група от герои и злодеи, в опит да попречи на Вендъл Савидж да унищожи света.

## Актьорски състав
- Кейти Лоц – Сара Ланс / Бялото Канарче
- Артър Дарвил – Майкъл / Рип Хънтър
- Брандън Раут – Рей Палмър / Атома
- Виктор Гарбър – Мартин Стайн / Огнена Буря
- Франз Драме – Джеферсън Джаксън / Огнена Буря
- Сиара Рене – Кендра Сандърс / Чай-Ара / Хоукгърл
- Фалк Хентшел – Ситиан Торвил / Картър Хал / Куфу / Хоукмен
- Ейми Луис Пембъртън – Гидиън
- Уентуърт Милър – Ленърд Снарт / Капитан Студ
- Доминик Пърсел – Мик Рори / Гореща Вълна
- Ник Зано – Нейтън Хейууд / Стоманата
- Мейси Ричардсън-Селърс – Амая Джиуе / Лисицата и Клото / Чарли
- Мат Лечър – Еобард Тоун / Анти-Светкавицата
- Тала Аше – Зари Томаз / Зари Тарази
- Кейнън Лонсдейл – Уоли Уест / Хлапето Светкавица
- Джес Макалън – Ева Шарп
- Мат Райън – Джон Константин и Гуин Дейвис
- Рамона Янг – Мона Ву / Уолфи
- Кортни Форд – Елинор „Нора“ Дарк
- Оливия Суон – Астра Лоуг
- Ламоника Гарет – Мобиус / Анти-мониторът
- Адъм Цекман – Гари Грийн
- Шаян Собиан – Бехрад Тарази
- Лизет Чавез – Есперанза „Спунър“ Круз

## В България
В България сериалът започва на 31 октомври 2016 г. по bTV Action. Втори сезон започва на 30 май 2018 г. Трети сезон започва на 26 юни 2019 г. На 18 септември 2020 г. започва четвърти сезон, всеки делник от 19:00. На 27 април 2021 г. започва пети сезон, всеки делник от 19:00. На 17 септември 2021 г. започва шести сезон, всеки делник от 19:00. На 5 май 2023 г. започва седми сезон, всеки делник от 19:00 и завършва на 23 май. Ролите се озвучават от Ирина Маринова, Милица Гладнишка, Петър Бонев, Росен Русев, Станислав Димитров. В първи епизод специално участие заема Иван Велчев. В трети и седми сезон Милица Гладнишка е заместена съответно от Ася Рачева и Елисавета Господинова.